# Jean-Jacques Marcel
Jean-Jacques Marcel est un footballeur international puis entraîneur français né le 13 juin 1931 à Brignoles dans le département du Var et mort le 3 octobre 2014 dans le 13e arrondissement de Marseille. Il évolue aux postes de défenseur central et de milieu défensif du début des années 1950 jusqu'au milieu des années 1960.
Formé à l'AS Brignoles, il joue de 1949 à 1954 au FC Sochaux, de 1954 à 1959 à l'Olympique de Marseille, de 1959 à 1960 au Sporting Club de Toulon et de 1960 à 1964 au Racing Club de Paris.
En équipe de France, il joue 44 matchs et marque 3 buts. Il participe à la Coupe du monde 1954 puis à celle de 1958, où la France termine 3e, ainsi qu'au premier championnat d'Europe des Nations en 1960. À quatre reprises, il est capitaine de l'équipe de France.

## Biographie
Jean-Jacques Marcel est né dans une famille de négociants en vin. Son père était le maire de Brignoles.
Il commence le football dans le club de sa ville l'AS Brignoles, club de Division d'Honneur. Sous la direction de Frantz Olej, un ancien de l'OM, il atteint avec son club les 32es de finale de la Coupe de France en 1949 (défaite contre l'US Valenciennes 3-2).
Doté de belles qualités physiques, d'un bon jeu de tête et d'une lourde frappe, il est l'un des premiers défenseurs à se tourner vers l'avant et peut jouer au poste de demi avec la même classe.

### FC Sochaux (1949-1954)
Proposé à l'Olympique de Marseille par son entraîneur, il dispute un match d'essai mais les dirigeants de l'OM le trouvent trop juste pour s'imposer au club.
Jean-Jacques Marcel est alors repéré par Paul Wartel, l'entraîneur du FC Sochaux et signe dans ce club à 18 ans.
Il fait partie de l'Opération Lionceaux lancée par le président de Sochaux, qui consiste à recruter partout en France des jeunes talents. Il joue 3 matchs en Division 1 la première année et s'impose rapidement dès l'année suivante dans le onze de départ.
En 1953, il gagne avec Sochaux la Coupe Drago contre le Toulouse FC marquant un but sur penalty. En Championnat, Sochaux finit 2e pour échouer à quatre points du Stade de Reims malgré une belle fin de saison.

### Olympique de Marseille (1954-1959)
À 23 ans et dix sélections en équipe de France, il est recruté par l'Olympique de Marseille en 1954 pour 160 000 francs (16 millions d'anciens francs d'avant 1960), somme considérable à l'époque.
Cette année-là, l'OM fait un début de saison tonitruant et prend la tête du championnat. Mais une défaite à Toulouse FC suivi d'une défaite au Stade Vélodrome contre le Stade de Reims fait glisser le club dans le ventre mou du Championnat (10e).
En 1956-1957, il gagne avec l'OM la Coupe Drago battant en finale le Racing Club de Lens 3-1.
En 1957-1958, Marseille frôle la descente et ne reste en division 1 qu'en raison d'un goal-average favorable sur le FC Metz.
En 1958-1959, Marseille ne souhaitant pas connaître les mêmes difficultés en championnat se renforce considérablement en recrutant  Célestin Oliver, Norbert Eschmann, Pierre Tillon, Camille Fischbach et Jean Hédiart et en prenant un nouvel entraîneur, le suisse Louis Maurer mais l'équipe réalise une mauvaise saison et descend en deuxième division. Jean-Jacques Marcel, capitaine lors de cette saison, marque son dernier but avec l'OM lors de la 33e journée contre l'Olympique lyonnais. C'est sa dernière apparition sous le maillot marseillais car une blessure au ménisque met fin à sa saison.

### Sporting Club de Toulon (1959-1960) puis RC Paris (1960-1964)
Laissé libre par l'OM, il rejoint le Sporting Club de Toulon qui vient de monter en première division. 
Il atteint avec ses coéquipiers la finale de la Coupe Drago, perdue contre le Racing Club de Lens 3-2 mais en championnat, le club finit 19e sur 20 et redescend en deuxième division.
Jean-Jacques Marcel se relance au Racing Club de Paris, Pierre Pibarot prône un football offensif et il joue milieu offensif et même attaquant, marquant 15 buts en 1961 puis 16 en 1962. 
Le club ne remporte pas le championnat, échouant de justesse à deux reprises.
En 1960-1961, les Parisiens sont à la lutte avec l'AS Monaco, les ciel et blancs écrasent les monégasques à quatre journées de la fin (3-0), mais à la dernière journée un nul parisien au Havre (2-2) combiné à une victoire de Monaco à Valenciennes (1-0) offre le titre avec un point d'avance au club de la principauté.
Le titre échappe également aux joueurs du Racing en 1961-1962 pour une différence d'un but au goal-average et Reims est champion,.

### Fin de carrière
Il met fin à sa carrière professionnelle en 1965 et revient dans sa ville natale de Brignoles, il joue une saison au sein de l'équipe de l'US Marignane en division d'honneur puis rejoint l'AS Brignoles en CFA.
Il devient ensuite entraîneur joueur de cette équipe de 1971 à 1977 en Division 3.
Il vit ensuite à Marseille et participe à l'amicale des anciens de l'OM et aux rassemblements des anciens de la Coupe du monde 1958. Il meurt le 3 octobre 2014 des suites d'une longue maladie.

### Création de l'UNFP
En 1961, Jean-Jacques Marcel fait partie des rares joueurs avec Just Fontaine, Raymond Kopa, Henri Biancheri à soutenir l'idée d'Eugène N'Jo Léa de créer un syndicat de footballeurs. Le 16 novembre de cette année-là naissait l'UNFP avec comme premier président Just Fontaine. Jean-Jacques Marcel en devient un des vice-présidents.

## Équipe de France
International militaire lors de son séjour au Bataillon de Joinville, il dispute le Challenge Kentish en mai 1952 et s'incline avec l'équipe de France contre la Grande-Bretagne 1-0.
Il connait sa première sélection en mai 1953 à l'âge de 22 ans. Il joue en défense centrale aux côtés de Roger Marche, la France bat à Colombes le pays de Galles 6-1.
En octobre 1953, il marque son premier but pour l'équipe de France contre la Yougoslavie (défaite 3-1) sur un coup franc tiré par Joseph Ujlaki.
Il participe à la Coupe du monde 1954 mais n'est plus rappelé jusqu'en octobre 1955 contre la Suisse. Il devient ensuite un titulaire de l'équipe de France, au poste de demi-centre gauche, jusqu'en 1961. Il forme à 20 reprises avec Armand Penverne la paire de demi-centre de l'équipe de France.

### Coupe du monde 1958
Jean-Jacques Marcel joue le premier match contre le Paraguay (7-3) mais blessé, il doit laisser sa place à Roger Marche pour le second match disputé et perdu contre la Yougoslavie (2-3). Il redevient titulaire contre l'Écosse puis l'Irlande du Nord.
Contre le Brésil en demi-finale, Robert Jonquet se brise le péroné dans un choc avec Vavá (26e minute) alors que le score n'est que de 2-1 pour le Brésil. Jonquet reste sur le terrain (pas de remplacements de permis) et se positionne sur l'aile, et Jean-Jacques Marcel qui surveillait Didi le remplace alors en défense centrale. La défense centrale Penverne-Marcel joue en zone pour contrer la paire Vavá-Pelé et Jean Vincent recule pour marquer Didi mais à 11 contre 10 valides, le Brésil est le plus fort et s'impose 5-2. Il joue ensuite le match de la troisième place, remporté 6-3, contre l'Allemagne.

### Championnat d'Europe 1960
Les premiers Championnats d'Europe de football sont organisés en 1960, la phase finale à quatre équipes se déroule en France.
La France passe facilement les huitièmes de finale contre  la Grèce (8-2 sur les deux matchs) et les quarts contre l'Autriche (9-4 sur les deux matchs), Jean-Jacques Marcel marquant au match aller le but de l'égalisation sur un tir de 15 mètres après une passe redoublée avec Pierre Grillet.
L'équipe de France se présente comme favorite de la phase finale. Cependant, la sélection ne s'y présente pas avec tous ses atouts : Roger Marche et Armand Penverne ont pris leur retraite, Raymond Kopa, Roger Piantoni et Just Fontaine sont blessés, Robert Jonquet  n'est plus que réserviste. Des héros de Suède, il ne reste que Jean-Jacques Marcel, Jean Vincent et Maryan Wisnieski.
Jean-Jacques Marcel et ses coéquipiers mènent 4-2 contre la Yougoslavie à la 62e minute mais l'équipe de France explose dans le dernier quart d'heure et s'incline 5-4.
Lors du match  pour la troisième place contre la Tchécoslovaquie, Marcel est positionné milieu défensif, la défense centrale étant assurée par Robert Jonquet, rappelé pour ce match, et Robert Siatka. Blessé à la 70e minute, il s'exile à l'aile droite et son rôle est repris par Vincent. La France s'incline 2-0 au Vélodrome dans un match très médiocre.

### Fin de l'aventure en bleu
Georges Verriest fait de lui en novembre 1960 le capitaine de l'équipe de France contre la Bulgarie (3-0) en qualification de la Coupe du monde 1962. Il marque le but du 2-0 de la tête à la 58e minute.
Il déclare après ce match « Nous avons fait un grand pas vers la qualification au Chili. Je n'ai que vingt-neuf ans, et j'espère bien être là en 1962. Mais de toute façon, je pose ma candidature, même comme remplaçant, même comme porteur de valise ».
Il a encore l'honneur de porter le brassard contre la Belgique (1-1), match où il occupe un poste d'avant puis contre la Finlande (5-1) et lors de son dernier match en équipe de France le 18 octobre 1961 contre la Belgique (0-3) où il joue défenseur central.
Il apparait encore sur la feuille de match en tant que réserviste lors des matchs contre l'Espagne (1-1) et lors du match d'appui décisif pour la qualification à la Coupe du monde contre la Bulgarie, le 16 décembre 1961 (0-1). Ce match joué à San Siro devant 34 740 spectateurs spectateurs met fin aux espoirs de la France de jouer la Coupe du monde 1962 au Chili.

## Statistiques

### En club
Le tableau ci-dessous résume les statistiques en match officiel de Jean-Jacques Marcel durant sa carrière de joueur professionnel,.
| Saison      | Club                   | Pays   | Championnat | Championnat | Championnat | Coupes nationales | Coupes nationales | Coupe d'Europe | Coupe d'Europe | Coupe d'Europe | Sélection | Sélection |
| Saison      | Club                   | Pays   | Division    | Matchs      | Buts        | Matchs            | Buts              | Type           | Matchs         | Buts           | Matchs    | Buts      |
| ----------- | ---------------------- | ------ | ----------- | ----------- | ----------- | ----------------- | ----------------- | -------------- | -------------- | -------------- | --------- | --------- |
| 1949 - 1950 | FC Sochaux             | France | Division 1  | 3           | 0           | -                 | -                 | -              | -              | -              | -         | -         |
| 1950 - 1951 | FC Sochaux             | France | Division 1  | 28          | 1           | 1                 | 0                 | -              | -              | -              | -         | -         |
| 1951 - 1952 | FC Sochaux             | France | Division 1  | 28          | 3           | 4                 | 1                 | -              | -              | -              | -         | -         |
| 1952 - 1953 | FC Sochaux             | France | Division 1  | 28          | 4           | 5                 | 1                 | -              | -              | -              | 2         | 0         |
| 1953 - 1954 | FC Sochaux             | France | Division 1  | 29          | 2           | 4                 | 0                 | -              | -              | -              | 8         | 1         |
| 1954 - 1955 | Olympique de Marseille | France | Division 1  | 32          | 5           | 1                 | 0                 | -              | -              | -              | -         | -         |
| 1955 - 1956 | Olympique de Marseille | France | Division 1  | 33          | 3           | 6                 | 1                 | -              | -              | -              | 6         | 0         |
| 1956 - 1957 | Olympique de Marseille | France | Division 1  | 30          | 5           | 7                 | 4                 | -              | -              | -              | 5         | 0         |
| 1957 - 1958 | Olympique de Marseille | France | Division 1  | 32          | 4           | 1                 | 0                 | -              | -              | -              | 9         | 0         |
| 1958 - 1959 | Olympique de Marseille | France | Division 1  | 31          | 5           | 2                 | 0                 | -              | -              | -              | 4         | 0         |
| 1959 - 1960 | SC Toulon              | France | Division 1  | 31          | 4           | 7                 | 1                 | -              | -              | -              | 3         | 1         |
| 1960 - 1961 | RC Paris               | France | Division 1  | 38          | 15          | 5                 | 2                 | -              | -              | -              | 5         | 1         |
| 1961 - 1962 | RC Paris               | France | Division 1  | 35          | 15          | 4                 | 0                 | -              | -              | -              | 2         | 0         |
| 1962 - 1963 | RC Paris               | France | Division 1  | 27          | 4           | 3                 | 0                 | -              | -              | -              | -         | -         |
| 1963 - 1964 | RC Paris               | France | Division 1  | 21          | 3           | 3                 | 0                 | C3             | 2              | 0              | -         | -         |
| Total       | Total                  | Total  | Total       | 426         | 73          | 53                | 10                | -              | 2              | 0              | 44        | 3         |

### En équipe de France
Ce tableau ci-dessous résume les apparitions de Jean-Jacques Marcel sous le maillot de l'équipe de France A.
| #     | Date               | Compétition                        | Lieu                         | Adversaire      | Score | But(s) | Passes décisives | Note      |
| ----- | ------------------ | ---------------------------------- | ---------------------------- | --------------- | ----- | ------ | ---------------- | --------- |
| 1     | 14 mai 1953        | Match amical                       | Colombes                     | Pays de Galles  | 6-1   | 0      | 0                | -         |
| 2     | 11 juin 1953       | Match amical                       | Rasunda Stadium (Solna)      | Suède           | 0-1   | 0      | 0                | -         |
| 3     | 4 octobre 1953     | Qualification Coupe du monde       | Dalymount Park (Dublin)      | Irlande         | 5-3   | 0      | 1                | -         |
| 4     | 18 octobre 1953    | Match amical                       | Dynamo (Zagreb)              | Yougoslavie     | 1-3   | 1      | 0                | -         |
| 5     | 11 novembre 1953   | Match amical                       | Colombes                     | Suisse          | 2-4   | 0      | 1                | -         |
| 6     | 25 novembre 1953   | Qualification Coupe du monde       | Parc des Princes             | Irlande         | 1-0   | 0      | 0                | -         |
| 7     | 11 avril 1954      | Match amical                       | Colombes                     | Italie          | 1-3   | 0      | 0                | -         |
| 8     | 30 mai 1954        | Match amical                       | Heysel (Bruxelles)           | Belgique        | 3-3   | 0      | 0                | -         |
| 9     | 16 juin 1954       | Coupe du monde                     | La Pontaise (Lausanne)       | Yougoslavie     | 0-1   | 0      | 0                | -         |
| 10    | 19 juin 1954       | Coupe du monde                     | Charmilles (Genève)          | Mexique         | 3-2   | 0      | 0                | -         |
| 11    | 9 octobre 1955     | Match amical                       | Saint-Jacob (Bâle)           | Suisse          | 2-1   | 0      | 0                | -         |
| 12    | 23 octobre 1955    | Match amical                       | Dynamo (Moscou)              | U.R.S.S.        | 2-2   | 0      | 0                | -         |
| 13    | 11 novembre 1955   | Match amical                       | Colombes                     | Yougoslavie     | 1-1   | 0      | 0                | -         |
| 14    | 25 décembre 1955   | Match amical                       | Heysel (Bruxelles)           | Belgique        | 1-2   | 0      | 0                | -         |
| 15    | 15 février 1956    | Match amical                       | Comunale (Bologne)           | Italie          | 0-2   | 0      | 0                | -         |
| 16    | 25 mars 1956       | Match amical                       | Colombes                     | Autriche        | 3-1   | 0      | 0                | -         |
| 17    | 7 octobre 1956     | Match amical                       | Colombes                     | Hongrie         | 1-2   | 0      | 0                | -         |
| 18    | 21 octobre 1956    | Match amical                       | Colombes                     | U.R.S.S.        | 2-1   | 0      | 0                | -         |
| 19    | 11 novembre 1956   | Qualification Coupe du monde       | Colombes                     | Belgique        | 6-3   | 0      | 0                | -         |
| 20    | 24 mars 1957       | Match amical                       | Estadio Nacional (Lisbonne)  | Portugal        | 1-0   | 0      | 1                | -         |
| 21    | 2 juin 1957        | Qualification Coupe du monde       | Marcel Saupin (Nantes)       | Islande         | 8-0   | 0      | 0                | -         |
| 22    | 1er septembre 1957 | Qualification Coupe du monde       | Laugardalsvöllur (Reykjavik) | Islande         | 5-1   | 0      | 0                | -         |
| 23    | 27 octobre 1957    | Qualification Coupe du monde       | Heysel (Bruxelles)           | Belgique        | 0-0   | 0      | 0                | -         |
| 24    | 13 mars 1958       | Match amical                       | Parc des Princes             | Espagne         | 2-2   | 0      | 0                | -         |
| 25    | 16 avril 1958      | Match amical                       | Parc des Princes             | Suisse          | 0-0   | 0      | 0                | -         |
| 26    | 8 juin 1958        | Coupe du monde                     | Idrottsparken (Norrköping)   | Paraguay        | 7-3   | 0      | 0                | -         |
| 27    | 15 juin 1958       | Coupe du monde                     | Eyravallen (Örebro)          | Écosse          | 2-1   | 0      | 0                | -         |
| 28    | 19 juin 1958       | Coupe du monde                     | Idrottsparken (Norrköping)   | Irlande du Nord | 4-0   | 0      | 0                | -         |
| 29    | 24 juin 1958       | Coupe du monde                     | Råsunda Stadium (Solna)      | Brésil          | 2-5   | 0      | 0                | -         |
| 30    | 28 juin 1958       | Coupe du monde                     | Ullevi (Göteborg)            | R.F.A.          | 6-3   | 0      | 0                | -         |
| 31    | 1er octobre 1958   | Qualification Championnat d'Europe | Parc des Princes             | Grèce           | 7-1   | 0      | 1                | -         |
| 32    | 5 octobre 1958     | Match amical                       | Prater (Vienne)              | Autriche        | 1-2   | 0      | 0                | -         |
| 33    | 26 octobre 1958    | Match amical                       | Colombes                     | R.F.A.          | 2-2   | 0      | 0                | -         |
| 34    | 1er mars 1959      | Match amical                       | Colombes                     | Belgique        | 2-2   | 0      | 0                | -         |
| 35    | 27 mars 1960       | Qualification Championnat d'Europe | Prater (Vienne)              | Autriche        | 4-2   | 1      | 0                | -         |
| 36    | 6 juillet 1960     | Championnat d'Europe               | Parc des Princes             | Yougoslavie     | 4-5   | 0      | 0                | -         |
| 37    | 6 juillet 1960     | Championnat d'Europe               | Vélodrome (Marseille)        | Tchécoslovaquie | 0-2   | 0      | 0                | -         |
| 38    | 12 octobre 1960    | Match amical                       | St-Jakob (Bâle)              | Suisse          | 2-6   | 0      | 0                | -         |
| 39    | 30 octobre 1960    | Match amical                       | Rasunda (Solna)              | Suède           | 0-1   | 0      | 0                | -         |
| 40    | 11 décembre 1960   | Qualification Coupe du monde       | Colombes                     | Bulgarie        | 3-0   | 1      | 0                | Capitaine |
| 41    | 15 mars 1961       | Match amical                       | Parc des Princes             | Belgique        | 1-1   | 0      | 0                | Capitaine |
| 42    | 2 avril 1961       | Match amical                       | Chamartin (Madrid)           | Espagne         | 0-2   | 0      | 0                | -         |
| 43    | 2 avril 1961       | Qualification Coupe du monde       | Colombes                     | Finlande        | 0-2   | 0      | 1                | Capitaine |
| 44    | 18 octobre 1961    | Match amical                       | Heysel (Bruxelles)           | Belgique        | 0-3   | 0      | 0                | Capitaine |
| Total | Total              | Total                              | Total                        | Total           | Total | 3      | 5                | -         |

## Palmarès
- En club
  - Vainqueur de la Coupe Charles Drago en 1953 (FC Sochaux) et 1957 (Olympique de Marseille), finaliste en 1960 (SC Toulon).
  - Vice-champion de France en 1953 (FC Sochaux), 1961 et 1962 (RC Paris).
- En équipe de France
  - Troisième de la Coupe du monde de 1958.
  - Quatrième du championnat d'Europe 1960.
  - 44 sélections (1953-1961) pour 3 buts marqués.